# Pierre Marle
Pierre Marle, né le 19 février 1954 à Bollezeele (Nord), est un homme politique français.

## Biographie
Pierre Marle est élu maire de Bollezeele en 2014 et réélu en 2020, et il est vice-président à la Communauté de communes des Hauts de Flandre, en charge de l’aménagement du territoire, de l’urbanisme et de l’habitat.
En 2024, suppléant de Paul Christophe qui prend ses fonctions au ministère des Solidarités et de l'Égalité, il devient député ; il quitte ces fonctions le 23 janvier 2025.